# Rivulins
|  | No s'ha de confondre amb Rivúlids. |

Els rivulins (Rivulinae) són una subfamília de lepidòpters ditrisis de la família dels erèbids (Erebidae).
Les erugues de la subfamília solen tenir pèls llargs, i tenen falses potes completes en els segments abdominals 3 a 6. Els adults tenen una probòscide única.

## Taxonomia
Aquesta subfamília va ser classificada prèviament com a part de la subfamília Hypeninae d'Erebidae o dins Noctuidae. Recents estudis filogenètics no van descobrir una relació estreta amb Hypeninae però sí per mantenir-la dins d'Erebidae.

## Gèneres
- Alesua
- Bocula
- Oxycilla
- Oglasa
- Rivula
- Zebeeba
- Zelicodes